# Placospongia melobesioides
Placospongia melobesioides är en svampdjursart som beskrevs av Gray 1867. Placospongia melobesioides ingår i släktet Placospongia och familjen Placospongiidae. Inga underarter finns listade i Catalogue of Life.